# 阿特雷足球會
阿特雷足球會（Football Club Atyrau）是一支位於哈薩克阿特勞的職業足球會，目前於哈薩克超級足球聯賽角逐。

## 外部連結
- Official website （页面存档备份，存于） （哈薩克文） （俄文）
- FC Atyrau （页面存档备份，存于） on UEFA.com （页面存档备份，存于）